# Tryphon ussuriensis
Tryphon ussuriensis är en stekelart som beskrevs av Dmitriy R. Kasparyan 1999. Tryphon ussuriensis ingår i släktet Tryphon och familjen brokparasitsteklar. Inga underarter finns listade i Catalogue of Life.